# قائمة أنواع الشقران
يوجد عدة أنواع من جنس الشقران منها:	 
- بوشيني إسباني (الاسم العلمي: Puccinia hispanica)
- بوشيني الكاكو (الاسم العلمي: Puccinia cacao)
- بوشيني إبري (الاسم العلمي: Puccinia aculeata)
- بوشيني إكليلي (الاسم العلمي: Puccinia coronata)
- بوشيني إهليلجي (الاسم العلمي: Puccinia elliptica)
- بوشيني أبخازي (الاسم العلمي: Puccinia abchazica)
- بوشيني أبيض ناصع (الاسم العلمي: Puccinia nivea)
- بوشيني أثيوبي (الاسم العلمي: Puccinia aethiopica)
- بوشيني أحادي الجانب (الاسم العلمي: Puccinia unilateralis)
- بوشيني أحادي الشكل (الاسم العلمي: Puccinia uniformis)
- بوشيني أحادي اللون (الاسم العلمي: Puccinia unicolor)
- بوشيني أحمدي (الاسم العلمي: Puccinia ahmadiana)
- بوشيني أحمر الساق (الاسم العلمي: Puccinia erythropus)
- بوشيني أخضر (الاسم العلمي: Puccinia viridis)
- بوشيني أخيلي (الاسم العلمي: Puccinia achilleae)
- بوشيني أذري (الاسم العلمي: Puccinia azerbaijanica)
- بوشيني أرمني (الاسم العلمي: Puccinia armeniaca)
- بوشيني أزتيكي (الاسم العلمي: Puccinia azteca)
- بوشيني أسيوي (الاسم العلمي: Puccinia asiatica)
- بوشيني أصفر الأوراق (الاسم العلمي: Puccinia xanthifoliae)
- بوشيني أصفر البذور (الاسم العلمي: Puccinia xanthosperma)
- بوشيني أصفر الثمر (الاسم العلمي: Puccinia xanthocarpi)
- بوشيني أصفر الساق (الاسم العلمي: Puccinia xanthopoda)
- بوشيني أطلسي (الاسم العلمي: Puccinia atlantica)
- بوشيني أفريقي (الاسم العلمي: Puccinia africana)
- بوشيني ألبي (الاسم العلمي: Puccinia alpina)
- بوشيني أناضولي (الاسم العلمي: Puccinia anatolica)
- بوشيني أنيق (الاسم العلمي: Puccinia elegans)
- بوشيني أورالي (الاسم العلمي: Puccinia uralensis)
- بوشيني أورغواياني (الاسم العلمي: Puccinia uruguayensis)
- بوشيني أوزبكي (الاسم العلمي: Puccinia uzbekistana)
- بوشيني أوغندي (الاسم العلمي: Puccinia ugandana)
- بوشيني باتاغوني (الاسم العلمي: Puccinia patagonica)
- بوشيني باكستاني (الاسم العلمي: Puccinia pakistani)
- بوشيني بحري (الاسم العلمي: Puccinia maritima)
- بوشيني بركاني (الاسم العلمي: Puccinia vulcanicola)
- بوشيني بليزي (الاسم العلمي: Puccinia belizensis)
- بوشيني بنغالي (الاسم العلمي: Puccinia bengalensis)
- بوشيني بنفسجي (الاسم العلمي: Puccinia violae)
- بوشيني بورمي (الاسم العلمي: Puccinia burmanica)
- بوشيني بوليفي (الاسم العلمي: Puccinia boliviana)
- بوشيني بيروفي (الاسم العلمي: Puccinia peruviana)
- بوشيني بيكالي (الاسم العلمي: Puccinia baicalensis)
- بوشيني تكساني (الاسم العلمي: Puccinia texana)
- بوشيني تورنفورتي (الاسم العلمي: Puccinia tournefortiae)
- بوشيني تيانشاني (الاسم العلمي: Puccinia tianshanica)
- بوشيني تيبتي (الاسم العلمي: Puccinia tibetica)
- بوشيني ثاقب (الاسم العلمي: Puccinia perforans)
- بوشيني ثلاثي الحلقات (الاسم العلمي: Puccinia triannulata)
- بوشيني ثنائي الشكل (الاسم العلمي: Puccinia biformis)
- بوشيني ثنائي اللون (الاسم العلمي: Puccinia bicolor)
- بوشيني ثومي (الاسم العلمي: Puccinia allii)
- بوشيني جبلي (الاسم العلمي: Puccinia montana)
- بوشيني جريسي (الاسم العلمي: Puccinia campanulae)
- بوشيني جزائري (الاسم العلمي: Puccinia algerica)
- بوشيني جعيد (الاسم العلمي: Puccinia rugulosa)
- بوشيني جنوبي (الاسم العلمي: Puccinia australis)
- بوشيني حبشي (الاسم العلمي: Puccinia abyssinica)
- بوشيني حبيبي (الاسم العلمي: Puccinia granulata)
- بوشيني حلقي (الاسم العلمي: Puccinia annularis)
- بوشيني حمضي (الاسم العلمي: Puccinia acetosa)
- بوشيني حويصلي (الاسم العلمي: Puccinia vesiculosa)
- بوشيني خادع (الاسم العلمي: Puccinia fallax)
- بوشيني خشبي الجذر (الاسم العلمي: Puccinia xylorrhizae)
- بوشيني خشبي الشكل (الاسم العلمي: Puccinia xylariiformis)
- بوشيني ذهبي (الاسم العلمي: Puccinia aurea)
- بوشيني رأس الرجاء (الاسم العلمي: Puccinia capensis)
- بوشيني زنجبيلي (الاسم العلمي: Puccinia zingiberis)
- بوشيني سوري (الاسم العلمي: Puccinia syriaca)
- بوشيني شائع (الاسم العلمي: Puccinia vulgaris)
- بوشيني شبكي (الاسم العلمي: Puccinia reticulata)
- بوشيني شمالي (الاسم العلمي: Puccinia borealis)
- بوشيني شواك (الاسم العلمي: Puccinia ferox)
- بوشيني شوكي (الاسم العلمي: Puccinia acanthi)
- بوشيني شيلي (الاسم العلمي: Puccinia chilensis)
- بوشيني صخري (الاسم العلمي: Puccinia rupestris)
- بوشيني صيني (الاسم العلمي: Puccinia sinica)
- بوشيني ضئيل (الاسم العلمي: Puccinia exilis)
- بوشيني طرابلسي (الاسم العلمي: Puccinia tripolii)
- بوشيني عالمي (الاسم العلمي: Puccinia universalis)
- بوشيني عصوي (الاسم العلمي: Puccinia virgata)
- بوشيني عطري (الاسم العلمي: Puccinia aromatica)
- بوشيني غامض (الاسم العلمي: Puccinia dubia)
- بوشيني فارسي (الاسم العلمي: Puccinia persica)
- بوشيني فربيوني (الاسم العلمي: Puccinia euphorbiae)
- بوشيني فضي (الاسم العلمي: Puccinia argentata)
- بوشيني فليبيني (الاسم العلمي: Puccinia philippinensis)
- بوشيني قراصي (الاسم العلمي: Puccinia urticata)
- بوشيني قزمي (الاسم العلمي: Puccinia pygmaea)
- بوشيني قطبي جنوبي (الاسم العلمي: Puccinia antarctica)
- بوشيني قطبي شمالي (الاسم العلمي: Puccinia arctica)
- بوشيني قمحي (الاسم العلمي: Puccinia triticina)
- بوشيني كاليفورني (الاسم العلمي: Puccinia californica)
- بوشيني كبير (الاسم العلمي: Puccinia major)
- بوشيني كناري (الاسم العلمي: Puccinia canariensis)
- بوشيني كندي (الاسم العلمي: Puccinia canadensis)
- بوشيني كولومبي (الاسم العلمي: Puccinia columbiensis)
- بوشيني كيني (الاسم العلمي: Puccinia kenyana)
- بوشيني لاطئ (الاسم العلمي: Puccinia sessilis)
- بوشيني لبناني (الاسم العلمي: Puccinia libani)
- بوشيني مائل (الاسم العلمي: Puccinia obliqua)
- بوشيني مبارك (الاسم العلمي: Puccinia benedicta)
- بوشيني متجعد (الاسم العلمي: Puccinia rugosa)
- بوشيني متضخم (الاسم العلمي: Puccinia turgida)
- بوشيني متعاكس (الاسم العلمي: Puccinia opposita)
- بوشيني مخملي (الاسم العلمي: Puccinia velutina)
- بوشيني مزعج (الاسم العلمي: Puccinia vexans)
- بوشيني مزيف (الاسم العلمي: Puccinia notha)
- بوشيني مزين (الاسم العلمي: Puccinia ornata)
- بوشيني مستدق (الاسم العلمي: Puccinia acuminata)
- بوشيني مشابه (الاسم العلمي: Puccinia affinis)
- بوشيني مشرقي (الاسم العلمي: Puccinia orientalis)
- بوشيني مضغوط (الاسم العلمي: Puccinia compressa)
- بوشيني مغطى (الاسم العلمي: Puccinia vestita)
- بوشيني منتفخ (الاسم العلمي: Puccinia bullata)
- بوشيني منقط (الاسم العلمي: Puccinia punctata)
- بوشيني مهمل (الاسم العلمي: Puccinia neglecta)
- بوشيني هائم (الاسم العلمي: Puccinia vagans)
- بوشيني هندي (الاسم العلمي: Puccinia indica)
- بوشيني ياباني (الاسم العلمي: Puccinia japonica)
- سحام الذرة
- سحام الخبازيات
- سحام الثرغول
- سحام قصب السكر
- سحام الشعير
- سحام الترنشول
- سحام قرمزي